# Acuario de Asamushi
El acuario de Asamushi  (en japonés: 浅虫水族館 Asamushi Suizokukan) es un acuario en el área de Asamushi de Aomori, Prefectura de Aomori, en el país asiático de Japón. Con vistas a la bahía Mutsu, es el acuario más al norte de Honshū. Además, es el acuario más grande en general en la región de Tohoku. Mantiene y exhibe 11.000 organismos marinos, incluidos los de los abundantes recursos marinos de la prefectura de Aomori y más de 500 especies raras de animales acuáticos de todo el mundo.
El acuario de Asamushi fue fundado en 1922 por el Departamento de Biología de la Facultad de Ciencias de la Universidad Imperial de Tohoku. Aunque su propósito principal era solo la investigación en biología marina, se abrió al público en general a partir de 1924.